# Cha Woo-min
Cha Woo-min (tiếng Hàn: 차우민, sinh ngày 24 tháng 10 năm 2000) tên thật là Kim Min-woo (tiếng Hàn: 김민우), là một nam diễn viên người Hàn Quốc. Bắt đầu sự nghiệp vào năm 2021 với vai Seo Hae-won trong bộ phim The Tasty Florida, đến nay, anh đã góp mặt trong một số bộ phim như Weak Hero Class 1: Người hùng yếu đuối (2022), Night Has Come: Màn đêm kinh hoàng (2023), Brave Citizen (2023), Study Group (2025), Melo Movie (2025) và Buried Hearts (2025).

## Tiểu sử
Cha Woo-min sinh ngày 24 tháng 10 năm 2000 tại Busan, Hàn Quốc. Anh hoàn thành chương trình giáo dục trung học tại trường Trung học phổ thông Busan Gangseo. Trong những năm đi học, Woo-min đặc biệt quan tâm đến thể thao, đầu tiên là tập bơi và sau đó là tập judo. Tuy nhiên, khi được truyền cảm hứng từ niềm đam mê điện ảnh từ mẹ, anh quyết định theo đuổi diễn xuất và đăng ký vào Khoa Sân khấu và Điện ảnh tại Học viện Nghệ thuật Seoul .

## Sự nghiệp
Với chiều cao 185cm và thể lực ấn tượng, Cha Woo-min đã được mời vào các vai diễn ngay từ những năm đầu, đặc biệt là trong các vai hành động. Anh ra mắt vào năm 2021 trong bộ phim thể loại BL là The Tasty Florida. Sau đó, anh xuất hiện trong bộ phim truyền hình Weak Hero Class 1: Người hùng yếu đuối và bộ phim Brave Citizen. Diễn xuất của anh đã giúp anh được công nhận là một diễn viên triển vọng trong thế hệ mới, được phản ánh trong cuộc khảo sát thường niên năm 2024 do tạp chí chuyên ngành Cine 21 thực hiện với những người cộng tác. Ở Weak Hero Class 1: Người hùng yếu đuối, Woo-min thủ vai là một trong những nhân vật phản diện, là một võ sĩ xuất hiện trong nửa sau của bộ phim. Ngoài ra, trong Brave Citizen anh thủ vai nhân vật phản diện là Lee Moon-ki, thành viên của một băng nhóm chuyên tham gia vào các hành vi bạo lực học đường. Brave Citizen không chỉ đánh dấu sự ra mắt của anh trong bộ phim ấy mà còn là thời điểm anh trưởng thành hơn về mặt đời sống cá nhân khi chuyển đến Seoul và tiếp tục sự nghiệp diễn xuất của mình. 
Năm 2023, diễn xuất của Cha Woo-min trong Night Has Come: Màn đêm kinh hoàng đã giúp anh trở nên nổi tiếng hơn (lượng người theo dõi trên mạng xã hội tăng gấp bốn lần) nhờ vào sự nhập tâm mà anh mang đến cho vai diễn một lần nữa là nhân vật phản diện mang tên Go Kyung-jun, một vai diễn mà anh đã thể hiện một cách tỉ mỉ. Việc liên tục được chọn trong các buổi thử vai cho những vai diễn như vậy khiến anh bị gắn mác là "diễn viên chuyên đóng côn đồ", là một sự thật mà anh không thích: "Tôi thực sự không thích điều đó [...] Tôi biết ơn vì mọi người coi tôi là một cá nhân mang nét độc đáo, nhưng tôi không nhất thiết phải thích điều đó vì nó rất khác so với con người thật của tôi". Trong một cuộc phỏng vấn vào năm 2024, Woo-min đã bày tỏ mong muốn được mở rộng thể loại đối với nhân vật của mình. 
Vào năm 2025, số vai diễn Woo-min tham gia ngày càng tăng. Đầu tiên là trong bộ phim Study Group, anh thủ vai Pi Han-wool, nhân vật phản diện đối đầu với nhóm học sinh có mục tiêu là thành lập một nhóm học tập để cải thiện khả năng học tập và chuẩn bị cho kỳ thi tuyển sinh đại học. Pi Han-wool là người đứng đầu trong hệ thống phân cấp xã hội của trường và nắm giữ quyền lực tuyệt đối. Vào tháng 2, anh tham gia vào bộ phim Melo Movie của Netflix. Sau đó, Woo-min tiếp tục góp mặt trong bộ phim Buried Hearts, đây là lần đầu tiên anh xuất hiện trên truyền hình chính thống là trên kênh SBS. Anh thủ vai Ji Seon-woo, là con trai của một người phụ nữ từng là người dẫn chương trình phát thanh nổi tiếng. Anh là một học sinh trung học đã tuyên bố rằng anh sẽ bỏ học để đi làm thợ làm bánh. 

## Danh sách phim

### Phim điện ảnh
| Năm  | Tên phim       | Vai trò     | Tham khảo |
| ---- | -------------- | ----------- | --------- |
| 2023 | Brave Citizen  | Lee Moon-ki | [ 14 ]    |
| 2025 | Love Untangled | Kim Hyun    | [ 15 ]    |

### Phim truyền hình / Phim nền tảng (OTT)
| Năm  | Tên phim          | Vai trò        | Tham khảo |
| ---- | ----------------- | -------------- | --------- |
| 2021 | The Tasty Florida | Seo Hae-won    | [ 16 ]    |
| 2022 | Weak Hero Class 1 | Kang Woo-young | [ 17 ]    |
| 2023 | Night Has Come    | Go Kyung-jun   | [ 18 ]    |
| 2025 | Study Group       | Pi Han-wool    | [ 19 ]    |
| 2025 | Melo Movie        | Woo Jung-hoo   | [ 20 ]    |
| 2025 | Buried Hearts     | Ji Seon-u      | [ 21 ]    |

## Chương trình thực tế, giải trí
| Năm  | Ngày lên sóng | Tiêu đề                                | Vai trò            | Kênh                        | Ghi chú |
| 2025 | 08/04/2025    | Hong Seok-cheon's Jewel Box (Mùa 3)    | Khách mời          | Hong Seok-cheon's Jewel Box | Tập 11  |
| 2025 | 27/06/2025    | Seasonal Man \| Just fill your stomach | Thành viên cố định | TV CHOSUN                   | [ 23 ]  |
| ---- | ------------- | -------------------------------------- | ------------------ | --------------------------- | ------- |

## Giải thưởng và đề cử

### Giải thưởng phim
| Năm  | Lễ trao giải              | Hạng mục                        | (Những) Người/Tác phẩm được đề cử | Kết quả | Tham khảo |
| ---- | ------------------------- | ------------------------------- | --------------------------------- | ------- | --------- |
| 2025 | 61st Baeksang Arts Awards | Nam diễn viên mới xuất sắc nhất | Study Group                       | Đề cử   | [ 24 ]    |

## Tạp chí (họa báo)
| Năm  | Tạp chí      | Số phát hành | Ghi chú              |
| ---- | ------------ | ------------ | -------------------- |
| 2021 | Marie Claire | Tháng 12     | [ 25 ] [ 26 ] [ 27 ] |
| 2022 | Dazed        | Tháng 3      | [ 28 ]               |
| 2022 | Dazed        | Tháng 10     | [ 29 ] [ 30 ] [ 31 ] |
| 2024 | Wkorea       | Tháng 3      | [ 32 ] [ 33 ]        |
| 2024 | GQ           | Tháng 5      | [ 34 ] [ 35 ]        |
| 2024 | Ynoblesse    | Tháng 6      | [ 36 ] [ 37 ]        |
| 2024 | Allure       | Tháng 6      | [ 38 ] [ 39 ]        |
| 2025 | Allure       | Tháng 3      | [ 40 ] [ 41 ]        |
| 2025 | Cine21       | Số 1495      | [ 42 ] [ 43 ]        |
| 2025 | Arena        | Tháng 4      | [ 44 ]               |
| 2025 | Dazed        | Tháng 4      | [ 45 ]               |
| 2025 | Dazed        | Tháng 5      | [ 46 ] [ 47 ] [ 48 ] |

## Video âm nhạc đã xuất hiện
| Năm  | Tiêu đề                                 | Ca sĩ       | Ghi chú |
| ---- | --------------------------------------- | ----------- | ------- |
| 2022 | When I look at you (가만히 널 바라보면) | Park Bo-ram | [ 49 ]  |

## Fanmeeting
| Thời gian tổ chức | Tiêu đề                              | Địa điểm tổ chức                                                  | Ghi chú                             |
| ----------------- | ------------------------------------ | ----------------------------------------------------------------- | ----------------------------------- |
| 08/06/2024        | 차우민 1st Fan Meeting <Written By>  | Seongshin Women's University Unjeong Green Campus Main Auditorium | Fanmeeting đầu tiên của Cha Woo-min |
| 20/07/2025        | 차우민 2nd Fan Meeting <Written By,> | Seoul Gavin Art Mall                                              | [ 51 ]                              |

## Liên kết
• Cha Woo-min trên Just Entertainment (bằng tiếng Hàn Quốc)
• Cha Woo-min trên Instagram
• Cha Woo-min trên IMDb
• Cha Woo-min trên HanCinema